# 天国耳〜叶姉妹さんお聞きください〜
『天国耳〜叶姉妹さんお聞きください〜』（てんごくみみ〜かのうしまいさんおききください〜）は、日本テレビで2023年（令和5年）8月29日火曜 23:59 - 0:54の火曜プラチナイトで放送された叶姉妹の名を冠したバラエティ番組。

## 概要
有名人から一般人まで老若男女問わず、どのような立場の人々のどんなに小さな、どんなに個人的と思える悩みや願いごとも天国のように大らかであたたかな包容力をもって耳を傾ける。それらに対して、叶姉妹が独特の視点で意見を述べ、前向きになれるアドバイスをする。

## 出演者
天国耳
- 叶姉妹

MC
- アンミカ
- 吉村崇（平成ノブシコブシ）

お悩みゲスト（悩めるご来賓）
- 田中樹（SixTONES）
- トリンドル玲奈・瑠奈
- お見送り芸人しんいち
- 槙野智章
- 上野勇希
- 上福ゆき
- 正田壮史

## スタッフ
- 企画：若狭聡司
- 構成：竹村武司、こま
- TM：村上正
- SW：岩永雄允
- CAM：島田佳奈
- MIX：藤雅樹
- VE：笈川太
- 照明：高橋明宏
- 美術：稲本浩
- デザイン：山本莉子、熊崎真知子
- 美術協力：日テレアート
- 編集：酒井広志
- MA：横山圭美
- 音効：高津浩史
- 技術協力：NiTRO、日放、共立ライティング、インターナショナルクリエイティブ
- イラスト：中村サトル
- リサーチ：湯原圭介
- 写真協力：アフロ
- 衣装協力：Ameri VINTAGE、Sergio Rossi
- デスク：藤村真樹
- TK：長坂真由美
- ディレクター：奥田直貴、金井克仁、黒木裕哉、安谷岳
- 演出：伊東大吾
- プロデューサー：藤澤季世子、菊池計理、山森正志、林貴恵
- 制作：鈴木淳一
- 制作協力：E&W
- 製作著作：日本テレビ